# Zalmoxis neocaledonica
Zalmoxis neocaledonica is een hooiwagen uit de familie Zalmoxioidae.